# Tramwaje w Osijeku
Tramwaje w Osijeku – system komunikacji tramwajowej w chorwackim mieście Osijek, działający od 1884.

## Historia
Tramwaje w Osijeku uruchomiono 10 sierpnia 1884 jako tramwaj konny, kursujący po torze o szerokości 1000 mm. Tramwaje konne w Osijeku zlikwidowano w 1926, zastępując je tramwajami elektrycznymi. Obecnie sieć tramwajowa składa się z dwóch linii, łączących się na Trg Ante Starčevića. W ostatnich latach sieć tramwajowa jest rozbudowywana. Pierwszą wybudowaną trasą był odcinek z placu Ðakovština (Dziakowsztina) do Mačkamama (Maczkamamy), po którym kursuje linia nr 2. W dniu 24 sierpnia 2009 ponownie wydłużono tę linię do przystanku Bikara. Nowa linia w całości jest jednotorowa z mijankami. Długość sieci wynosi 12 km. Planowana jest dalsza rozbudowa linii. Po Osijeku kursuje zabytkowy tramwaj z 1928. W mieście funkcjonuje jedna zajezdnia tramwajowa.

## Linie
Trasy linii tramwajowych:
- 1: Višnjevac – Trg A. Starčevića – Zeleno Polje
- 2: Trg A. Starčevića – Mačkamama – Bikara

## Tabor
W Osijeku jest obecnie eksploatowanych 17 tramwajów Tatra T3PV.O. Są one wynikiem przeprowadzonej w Czechach modernizacji tramwajów typu Tatra T3YU, których w Osijeku eksploatowano łącznie 37 (dostawy w latach 1968, 1972 i 1982). Wcześniej w użytku były także tramwaje Düwag GT6, z których 5 sprowadzono w 1995 z Mannheim, 5 – w 2009 z Zagrzebia, a 3 – w 2012 z tego samego miasta.

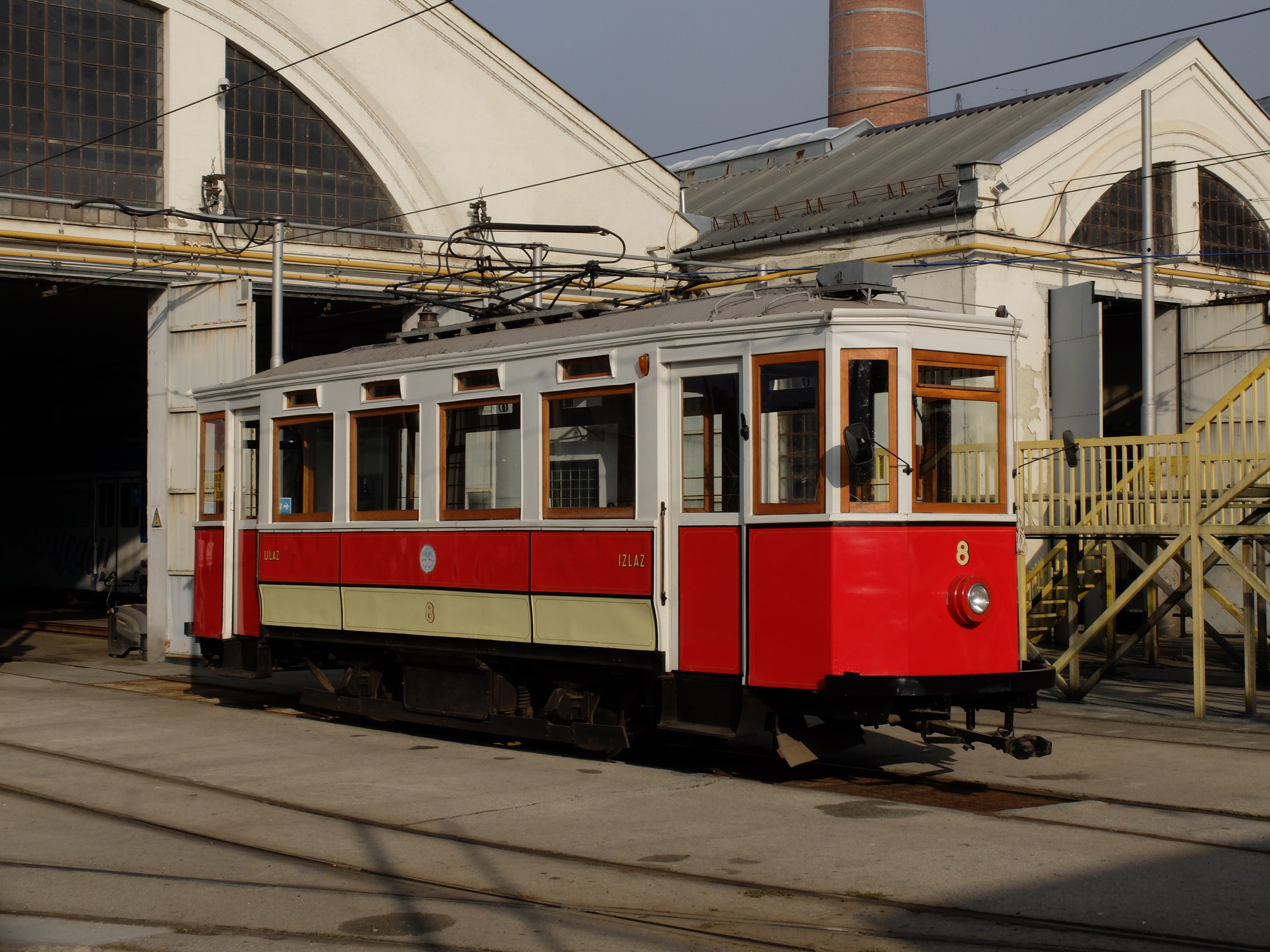
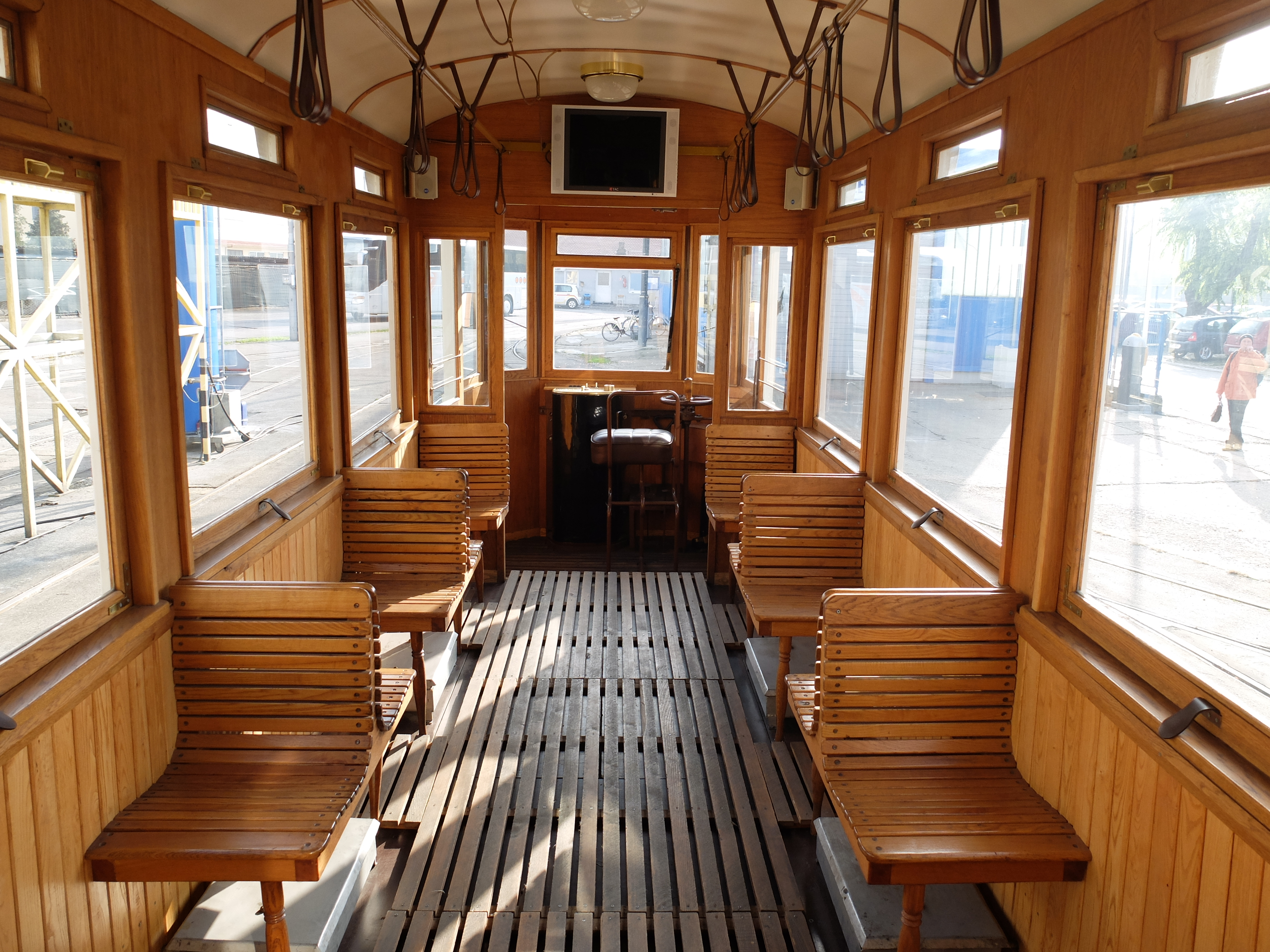
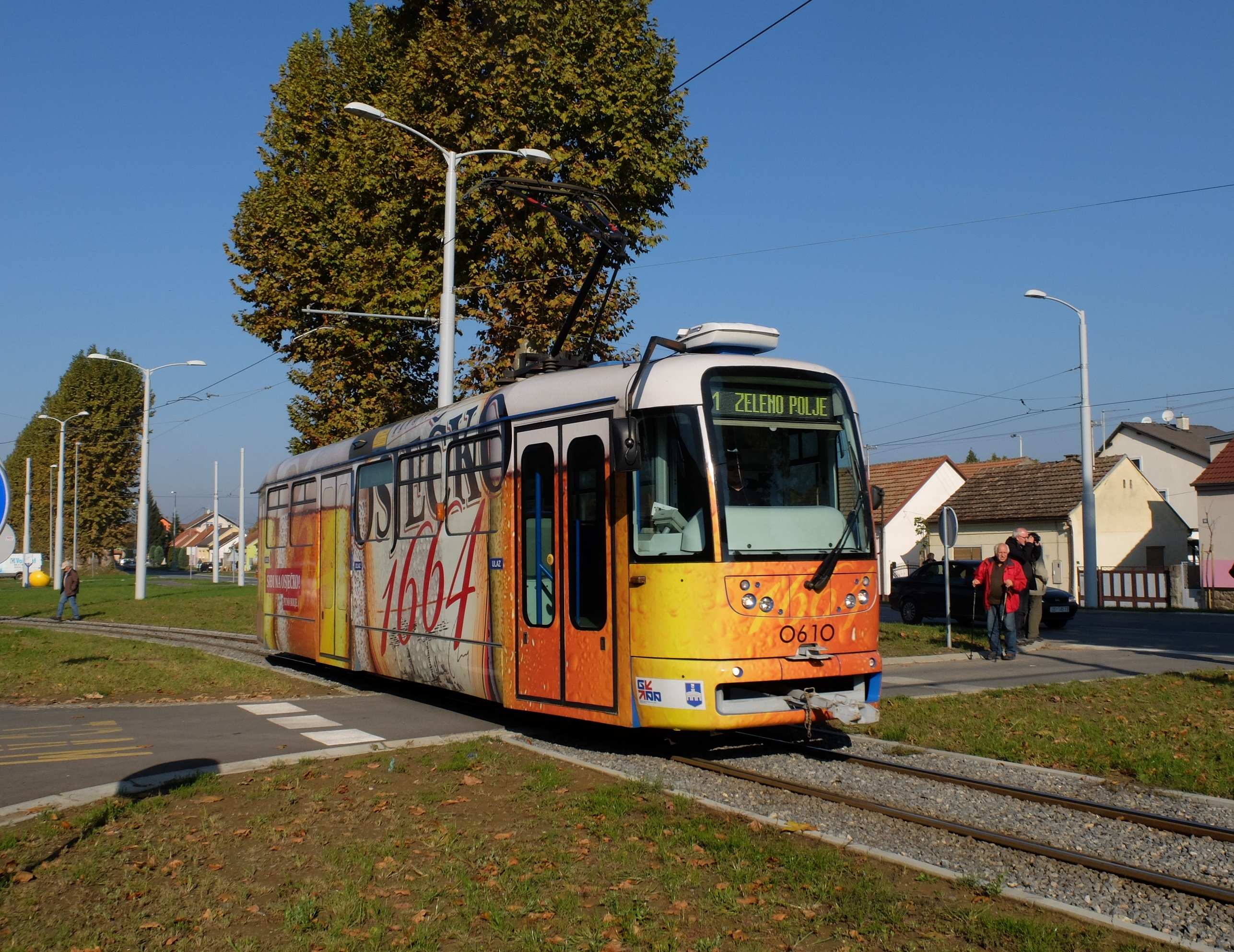
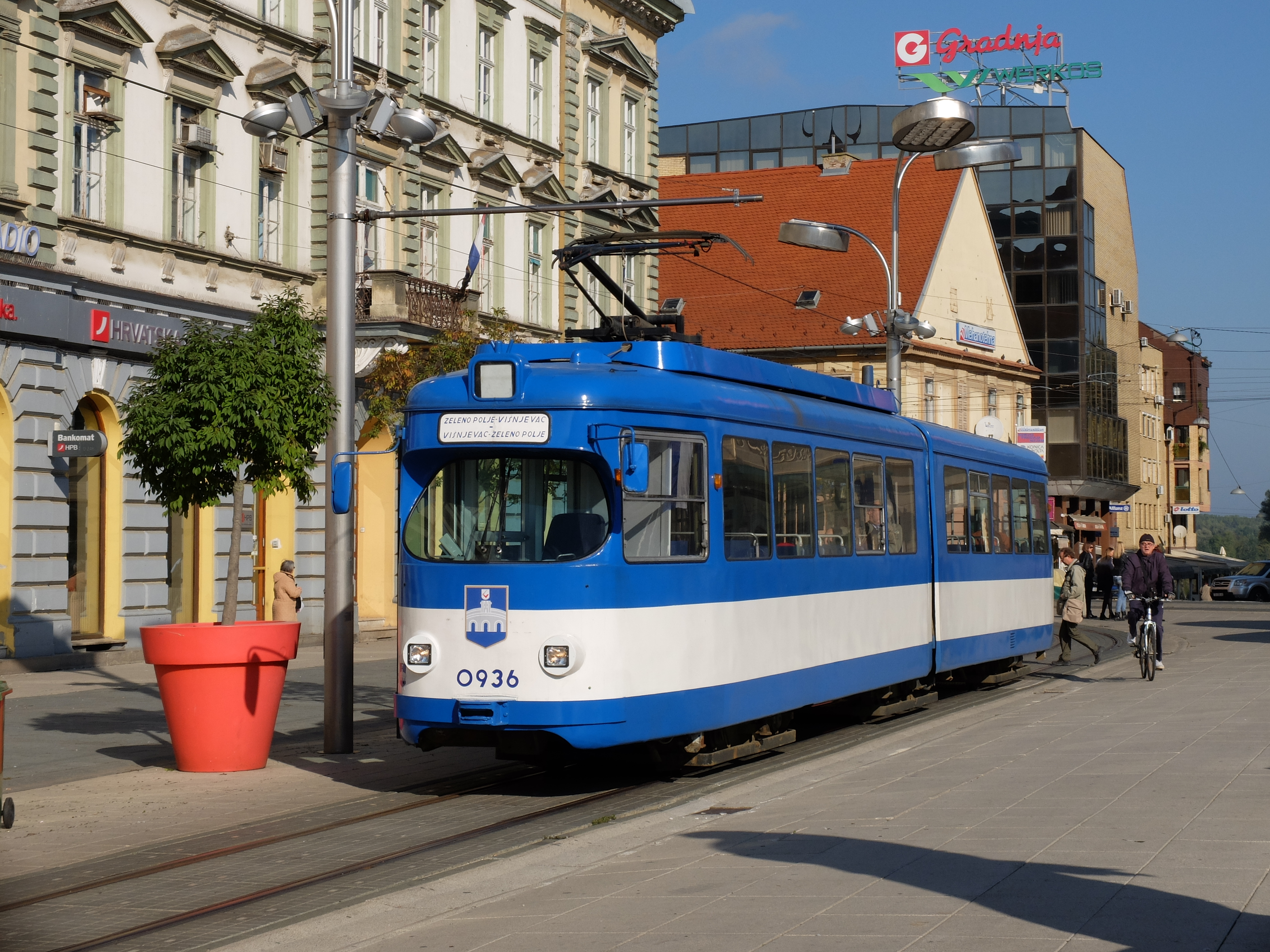